# Красная Горка (Дзержинский район)
Кра́сная Го́рка (бел. Красная Горка) — деревня в составе Фанипольского сельсовета Дзержинского района Минской области Беларуси. Деревня расположена в 11 километрах от Дзержинска, 21 километрах от Минска и 7 километрах от железнодорожной станции Фаниполь.

## История
С 20 апреля 1924 года в составе Байдацкого сельсовета (переименован 21 августа 1925 года в Ледницкий) Койдановского района Минского округа, затем Дзержинского польского национального района. 31 июля 1937 года полрайон был упразднён и деревня была включена в состав Минского района. С 20 февраля 1938 года находится в составе Минской области, которая была образована после упразднения окружной системы деления Белорусской ССР. С 4 февраля 1939 года в составе восстановленного Дзержинского района. В 1926 году насчитывалось 2 двора, проживали 8 жителей. В годы коллективизации был организован колхоз.
Во время Великой Отечественной войны с 28 июня 1941 года по 7 июля 1944 года деревня была оккупирована немецко-фашистскими захватчиками, на фронте погибли 10 жителей деревни. В послевоенное время деревня входила в состав колхоза «Искра» (центр — д. Черниковщина). С 16 июля 1954 года деревня была переведена в состав Фанипольского сельсовета. В 1991 году насчитывалось 31 хозяйство, проживали 69 жителей. По состоянию на 2009 год, деревня находится в составе СПК «Искра-Агро».

## Население
| Численность населения (по годам) | Численность населения (по годам) | Численность населения (по годам) | Численность населения (по годам) | Численность населения (по годам) | Численность населения (по годам) | Численность населения (по годам) | Численность населения (по годам) | Численность населения (по годам) |
| 1926                             | 1991                             | 1999                             | 2004                             | 2009                             | 2017                             | 2018                             | 2020                             | 2022                             |
| -------------------------------- | -------------------------------- | -------------------------------- | -------------------------------- | -------------------------------- | -------------------------------- | -------------------------------- | -------------------------------- | -------------------------------- |
| 8                                | ↗69                              | ↘55                              | ↘50                              | ↗53                              | ↗61                              | ↗69                              | ↘61                              | ↗63                              |